# Kathedrale St. Josef (Daressalam)

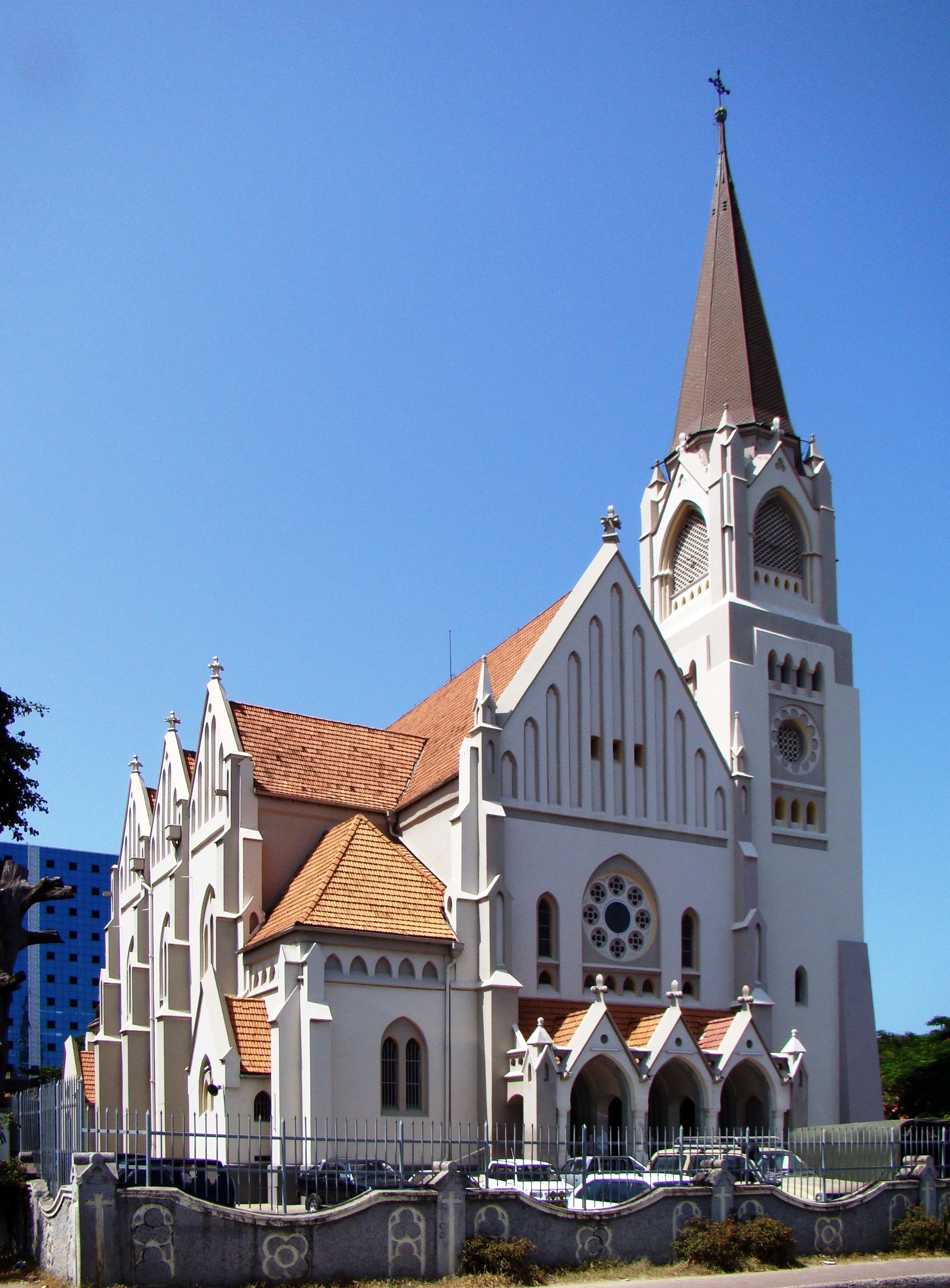
Kathedrale St. Josef

Die Metropolitan-Kathedrale St. Josef (Swahili Kanisa la Mtakatifu Joseph, englisch Saint Joseph’s Metropolitan Cathedral) ist die Bischofskirche der römisch-katholischen Erzdiözese Daressalam in Daressalam, der größten Stadt Tansanias.
Die Kirche wurde während der deutschen Kolonialzeit im damaligen Deutsch-Ostafrika von Mitgliedern der Benediktinerkongregation von St. Ottilien 1897 bis 1902 im neugotischen Stil am Hafen errichtet und 1905 geweiht. Sie steht am Sokoine Drive gegenüber der Fähranlegestelle nach Sansibar.
Eines der Merkmale der Kathedrale sind die Buntglasfenster hinter dem Altar.
Die Messen werden auf Swahili und Englisch gehalten, der Diözesanbischof ist seit 2019 Jude Thadaeus Ruwa’ichi.